# Listă de nume românești - litera R
Această pagină, supusă continuu îmbunătățirii, conține peste 1200 de nume de familie românești care încep cu litera R.
| Ra - Rababoc (wikt) - Rabeca (wikt) - Rabei (wikt) - Rablău (wikt) - Rablou (wikt) - Rabolu (wikt) - Rabulea (wikt) - Rac (wikt) - Raca (wikt) - Racăș (wikt) - Racea (wikt) - Racheleanu (wikt) - Racheru (wikt) - Racheteș (wikt) - Rachina (wikt) - Rachitovan (wikt) - Racle (wikt) - Racleș (wikt) - Racleși (wikt) - Racliș (wikt) - Racliu (wikt) - Racnea (wikt) - Racocea (wikt) - Racoina (wikt) - Racolța (wikt) - Racolțe (wikt) - Racolțea (wikt) - Racoș (wikt) - Racoschi (wikt) - Racoșiu (wikt) - Racotă (wikt) - Racoțea (wikt) - Racoți (wikt) - Racovan (wikt) - Racovanu (wikt) - Racoveanu (wikt) - Racovei (wikt) - Racoviceanu (wikt) - Racoviță (wikt) - Racovițan (wikt) - Racovițeanu (wikt) - Racșa (wikt) - Racu (wikt) - Rad (wikt) - Rada (wikt) - Radamovschi (wikt) - Radar (wikt) - Radea (wikt) - Radeș (wikt) - Radi (wikt) - Radian (wikt) - Radici (wikt) - Radicof (wikt) - Radin (wikt) - Radiș (wikt) - Radiu (wikt) - Radivoi (wikt) - Radnea (wikt) - Rado (wikt) - Radoan (wikt) - Radocea (wikt) - Radocia (wikt) - Radof (wikt) - Radoicovici (wikt) - Radomir (wikt) - Radomireanu (wikt) - Radonici (wikt) - Radoș (wikt) - Radoslăvescu (wikt) - Radoslovescu (wikt) - Radovan (wikt) - Radovanu (wikt) - Radoveanu (wikt) - Radovicescu (wikt) - Radovici (wikt) - Radu (wikt) - Raducanu (wikt) - Raduescu (wikt) - Radui (wikt) - Radulian (wikt) - Radulovici (wikt) - Raevschi (wikt) - Rafa (wikt) - Rafael (wikt) - Rafail (wikt) - Rafailă (wikt) - Rafi (wikt) - Rafila (wikt) - Rafira (wikt) - Rafiroiu (wikt) - Raftopol (wikt) - Raftopoloș (wikt) - Ragea (wikt) - Rahnea (wikt) - Rahotă (wikt) - Rahovan (wikt) - Rahovean (wikt) - Rahoveanu (wikt) - Raia (wikt) - Raica (wikt) - Raicea (wikt) - Raici (wikt) - Raiciu (wikt) - Raicopol (wikt) - Raicoviceanu (wikt) - Raicu (wikt) - Raiha (wikt) - Railea (wikt) - Rain (wikt) - Rainea (wikt) - Raiță (wikt) - Raiu (wikt) - Rajac (wikt) - Ralache (wikt) - Ralea (wikt) - Ralescu (wikt) - Raleț (wikt) - Raliță (wikt) - Ramba (wikt) - Rambulea (wikt) - Ramocea (wikt) - Ramon (wikt) - Ramonți (wikt) - Rampa (wikt) - Rampu (wikt) - Ramură (wikt) - Ramureanu (wikt) - Ranca (wikt) - Rancea (wikt) - Rancovici (wikt) - Rancu (wikt) - Ranete (wikt) - Rang (wikt) - Ranga (wikt) - Rangă (wikt) - Ranghilof (wikt) - Rangu (wikt) - Ranta (wikt) - Rapcea (wikt) - Rapeci (wikt) - Rapeteanu (wikt) - Rapin (wikt) - Rapițeanu (wikt) - Rapițoiu (wikt) - Rapodan (wikt) - Rapoiescu (wikt) - Rapota (wikt) - Rapotan (wikt) - Rarău (wikt) - Rareș (wikt) - Rariaga (wikt) - Rariga (wikt) - Rarinca (wikt) - Rarincă (wikt) - Rarincea (wikt) - Raru (wikt) - Rasa (wikt) - Rasanu (wikt) - Rașca (wikt) - Rașcă (wikt) - Rascotă (wikt) - Rașid (wikt) - Rasiga (wikt) - Rasmo (wikt) - Rasmoș (wikt) - Rașoga (wikt) - Rașov (wikt) - Rașovan (wikt) - Rașu (wikt) - Raț (wikt) - Rața (wikt) - Rață (wikt) - Ratcu (wikt) - Rațe (wikt) - Rateș (wikt) - Rați (wikt) - Rațio (wikt) - Ratiș (wikt) - Rațiu (wikt) - Rauțchi (wikt) - Rauten (wikt) - Rava (wikt) - Ravai (wikt) - Ravaru (wikt) - Ravati (wikt) - Raveica (wikt) - Ravineală (wikt) - Ravnic (wikt) - Razem (wikt) - Razescu (wikt) - Razga (wikt) - Razmoș (wikt) - Razmuș (wikt) | Ră - Răbăcel (wikt) - Răbâlcă (wikt) - Răban (wikt) - Răbîncă (wikt) - Răboacă (wikt) - Răboj (wikt) - Răbonțu (wikt) - Răbulea (wikt) - Răcăcianu (wikt) - Răcăleanu (wikt) - Răcănel (wikt) - Răcanu (wikt) - Răcar (wikt) - Răcăreanu (wikt) - Răcariu (wikt) - Răcaru (wikt) - Răcășan (wikt) - Răcășanu (wikt) - Răcășău (wikt) - Răcășean (wikt) - Răcătăian (wikt) - Răcătău (wikt) - Răcătean (wikt) - Răceală (wikt) - Răcean (wikt) - Răceanu (wikt) - Răcelescu (wikt) - Răcescu (wikt) - Răcheriu (wikt) - Răchianu (wikt) - Răchieru (wikt) - Răchin (wikt) - Răchină (wikt) - Răchinoiu (wikt) - Răchișan (wikt) - Răchită (wikt) - Răchiță (wikt) - Răchițan (wikt) - Răchițean (wikt) - Răchițeanu (wikt) - Răchițianu (wikt) - Răchitosu (wikt) - Răcian (wikt) - Răcianu (wikt) - Răcilă (wikt) - Răcitu (wikt) - Răciulă (wikt) - Răciulete (wikt) - Răclariu (wikt) - Răclaru (wikt) - Răcman (wikt) - Răcnea (wikt) - Răcoare (wikt) - Răcoasa (wikt) - Răcoceanu (wikt) - Răcorean (wikt) - Răcoreanu (wikt) - Răcșan (wikt) - Răcuțeanu (wikt) - Rădac (wikt) - Rădăceanu (wikt) - Rădăcină (wikt) - Rădăcuță (wikt) - Rădan (wikt) - Rădășanu (wikt) - Rădău (wikt) - Rădăuceanu (wikt) - Rădăuță (wikt) - Rădăuțanu (wikt) - Rădeanu (wikt) - Rădei (wikt) - Rădelu (wikt) - Rădescu (wikt) - Rădianu (wikt) - Rădină (wikt) - Rădiță (wikt) - Rădițoiu (wikt) - Rădiu (wikt) - Rădmăneștean (wikt) - Rădneanțu (wikt) - Rădoacă (wikt) - Rădoaei (wikt) - Rădoane (wikt) - Rădoescu (wikt) - Rădoi (wikt) - Rădoiaș (wikt) - Rădoiașu (wikt) - Rădoiescu (wikt) - Rădoiu (wikt) - Rădoni (wikt) - Răduc (wikt) - Răduca (wikt) - Răducă (wikt) - Răducan (wikt) - Răducănescu (wikt) - Răducănoiu (wikt) - Răducanu (wikt) - Răducea (wikt) - Răduceanu (wikt) - Răducel (wikt) - Răducioiu (wikt) - Răducu (wikt) - Răduianu (wikt) - Răduică (wikt) - Răduinea (wikt) - Rădulea (wikt) - Răduleanu (wikt) - Rădulescu (wikt) - Răduleț (wikt) - Rădulețu (wikt) - Rădulică (wikt) - Rădulici (wikt) - Rădulin (wikt) - Rădună (wikt) - Răduș (wikt) - Răduși (wikt) - Răduț (wikt) - Răduța (wikt) - Răduță (wikt) - Răduțac (wikt) - Răduți (wikt) - Răduțiu (wikt) - Răduțoi (wikt) - Răduțoiu (wikt) - Răduțu (wikt) - Rădvan (wikt) - Răescu (wikt) - Răfăilă (wikt) - Răfoi (wikt) - Răgălie (wikt) - Răghină (wikt) - Răgman (wikt) - Răgoșcă (wikt) - Răgușitu (wikt) - Răhăian (wikt) - Răhăianu (wikt) - Răhău (wikt) - Răhovean (wikt) - Răianu (wikt) - Răican (wikt) - Răiciulescu (wikt) - Răilean (wikt) - Răileanu (wikt) - Răilenițăi (wikt) - Răiș (wikt) - Răitariu (wikt) - Răitaru (wikt) - Rămășcanu (wikt) - Rămășescu (wikt) - Rămneanțu (wikt) - Rămoiu (wikt) - Rănceanu (wikt) - Rănetescu (wikt) - Răngheț (wikt) - Rănghiuc (wikt) - Răpăilă (wikt) - Răpășan (wikt) - Răpide (wikt) - Răpișcă (wikt) - Răpițeanu (wikt) - Răpuntean (wikt) - Rărăbuță (wikt) - Răriște (wikt) - Răroiu (wikt) - Răsbici (wikt) - Răsboiu (wikt) - Răscăcea (wikt) - Rășcanu (wikt) - Răscărache (wikt) - Rășceanu (wikt) - Răschip (wikt) - Rășchitor (wikt) - Răscol (wikt) - Răscolean (wikt) - Răscuțoi (wikt) - Răsdiaconu (wikt) - Răsfugitu (wikt) - Rășianu (wikt) - Rășică (wikt) - Rășină (wikt) - Rășinar (wikt) - Rășinari (wikt) - Rășinariu (wikt) - Rășinaru (wikt) - Rășineanu (wikt) - Rășleanu (wikt) - Răsmeriță (wikt) - Răsmiriță (wikt) - Răsoi (wikt) - Răspop (wikt) - Răspopa (wikt) - Răspopescu (wikt) - Răstășan (wikt) - Răstășanu (wikt) - Răstău (wikt) - Răsteanu (wikt) - Răstoacă (wikt) - Răstoceanu (wikt) - Răsturnoiu (wikt) - Răsuceanu (wikt) - Răsunoi (wikt) - Rășunoiu (wikt) - Răsvan (wikt) - Răsvănescu (wikt) - Răsvanță (wikt) - Rățescu (wikt) - Rătezanu (wikt) - Rățilă (wikt) - Rățoi (wikt) - Rățoiu (wikt) - Rățui (wikt) - Rățulea (wikt) - Rățulescu (wikt) - Rătund (wikt) - Rău (wikt) - Răucea (wikt) - Răucescu (wikt) - Răulea (wikt) - Răuleac (wikt) - Răulescu (wikt) - Răureanu (wikt) - Răus (wikt) - Răușanu (wikt) - Răușescu (wikt) - Răuț (wikt) - Răuță (wikt) - Răuțescu (wikt) - Răuți (wikt) - Răuțoiu (wikt) - Răutu (wikt) - Răuțu (wikt) - Răvar (wikt) - Răvariu (wikt) - Răvaș (wikt) - Răvășel (wikt) - Răveanu (wikt) - Răzăilă (wikt) - Războiu (wikt) - Răzlog (wikt) - Răzman (wikt) - Răzmeriță (wikt) - Răzmiriță (wikt) - Răzniceanu (wikt) - Răzoare (wikt) - Răzor (wikt) - Răzuș (wikt) - Răzuși (wikt) - Răzvan (wikt) - Răzvanță (wikt) | Râ - Râbîia (wikt) - Râbu (wikt) - Râclea (wikt) - Râdeanu (wikt) - Râdelesne (wikt) - Râjală (wikt) - Râjnoveanu (wikt) - Râlea (wikt) - Râmbet (wikt) - Râmbetea (wikt) - Râmboi (wikt) - Râmboiu (wikt) - Râmbu (wikt) - Râmescu (wikt) - Râmiș (wikt) - Râmneamțu (wikt) - Râmneanțu (wikt) - Râmniceanu (wikt) - Râmnicelu (wikt) - Râmnicianu (wikt) - Râmnileanu (wikt) - Rânceanu (wikt) - Rânciog (wikt) - Rândașu (wikt) - Rândiș (wikt) - Rângheț (wikt) - Rânja (wikt) - Rânjea (wikt) - Rântaru (wikt) - Râpă (wikt) - Râpan (wikt) - Râpanu (wikt) - Râpaș (wikt) - Râpeanu (wikt) - Râșcu (wikt) - Râslaru (wikt) - Râșniță (wikt) - Râșnoveanu (wikt) - Râșteiu (wikt) - Râsu (wikt) - Râucă (wikt) - Râureanu (wikt) - Râza (wikt) - Râzea (wikt) - Râznic (wikt) - Râznicu (wikt) | Re - Reaboi (wikt) - Reaboiu (wikt) - Rebac (wikt) - Rebeca (wikt) - Rebedea (wikt) - Rebedeu (wikt) - Rebega (wikt) - Rebegea (wikt) - Rebegeanu (wikt) - Rebegel (wikt) - Rebegia (wikt) - Rebegilă (wikt) - Rebei (wikt) - Rebej (wikt) - Rebeja (wikt) - Rebeleanu (wikt) - Rebenciuc (wikt) - Rebengiuc (wikt) - Rebic (wikt) - Rebiga (wikt) - Rebigan (wikt) - Reboșapcă (wikt) - Rebrean (wikt) - Rebreanu (wikt) - Rebrișorean (wikt) - Rebrișoreanu (wikt) - Recan (wikt) - Recășan (wikt) - Rece (wikt) - Recea (wikt) - Recean (wikt) - Receanu (wikt) - Reche (wikt) - Recheșan (wikt) - Recheștean (wikt) - Recheteș (wikt) - Rechișan (wikt) - Rechițanu (wikt) - Rechițean (wikt) - Rechițeanu (wikt) - Reci (wikt) - Recian (wikt) - Recianu (wikt) - Reclaru (wikt) - Recorean (wikt) - Recoșeanu (wikt) - Reculciuc (wikt) - Redac (wikt) - Redelean (wikt) - Redeș (wikt) - Redescu (wikt) - Redinciuc (wikt) - Rediș (wikt) - Rediu (wikt) - Rednic (wikt) - Refagian (wikt) - Refec (wikt) - Refgian (wikt) - Regea (wikt) - Reghea (wikt) - Regheni (wikt) - Reghină (wikt) - Reghiș (wikt) - Reghitovschi (wikt) - Regneală (wikt) - Regoș (wikt) - Regulatu (wikt) - Reguș (wikt) - Reiceanu (wikt) - Reicher (wikt) - Reileanu (wikt) - Reitu (wikt) - Reja (wikt) - Reji (wikt) - Relea (wikt) - Relenschi (wikt) - Relinschi (wikt) - Rembaș (wikt) - Remeș (wikt) - Remescu (wikt) - Remețan (wikt) - Remete (wikt) - Remetean (wikt) - Remețean (wikt) - Remețian (wikt) - Remghea (wikt) - Remu (wikt) - Remus (wikt) - Renchez (wikt) - Renciu (wikt) - Renciuc (wikt) - Rendeș (wikt) - Rendez (wikt) - Renea (wikt) - Renescu (wikt) - Renghea (wikt) - Renghia (wikt) - Renghinar (wikt) - Renghiuc (wikt) - Reniță (wikt) - Renoiu (wikt) - Rența (wikt) - Rențea (wikt) - Renția (wikt) - Rențiu (wikt) - Repan (wikt) - Repanovici (wikt) - Repaș (wikt) - Repciuc (wikt) - Repede (wikt) - Reperuc (wikt) - Repeziș (wikt) - Repra (wikt) - Repta (wikt) - Reșcan (wikt) - Rescașiu (wikt) - Reșceanu (wikt) - Rescu (wikt) - Reșiga (wikt) - Reșinar (wikt) - Reșit (wikt) - Reslescu (wikt) - Resmeliță (wikt) - Resmeriță (wikt) - Ressu (wikt) - Restaș (wikt) - Rește (wikt) - Resțea (wikt) - Reștea (wikt) - Reștean (wikt) - Reșteanu (wikt) - Restei (wikt) - Resteman (wikt) - Resteșan (wikt) - Restie (wikt) - Restivan (wikt) - Resvedeanu (wikt) - Rețe (wikt) - Retea (wikt) - Retean (wikt) - Reteanu (wikt) - Retegan (wikt) - Reteșan (wikt) - Retevoescu (wikt) - Retevoiescu (wikt) - Retezan (wikt) - Retezeanu (wikt) - Reti (wikt) - Retivoi (wikt) - Reu (wikt) - Reulea (wikt) - Reuț (wikt) - Revecu (wikt) - Reveica (wikt) - Reviș (wikt) - Revnic (wikt) - Revuțchi (wikt) - Rez (wikt) - Rezban (wikt) - Rezeanu (wikt) - Rezeș (wikt) - Rezluc (wikt) - Rezmeriță (wikt) - Rezmeș (wikt) - Rezmeuveș (wikt) - Rezmiveș (wikt) - Rezmuveș (wikt) - Rezmuvez (wikt) - Reznic (wikt) - Reznicencu (wikt) - Reznovan (wikt) - Reznovanu (wikt) - Rezoreanu (wikt) - Rezuc (wikt) - Rezuș (wikt) | Ri - Ribă (wikt) - Rica (wikt) - Ricean (wikt) - Richițeanu (wikt) - Ricinschi (wikt) - Riciorea (wikt) - Ricman (wikt) - Ridean (wikt) - Ridiche (wikt) - Ridichie (wikt) - Riga (wikt) - Rigău (wikt) - Righel (wikt) - Rigiboia (wikt) - Riglea (wikt) - Rimac (wikt) - Ringhiopol (wikt) - Rioșanu (wikt) - Riotaru (wikt) - Ripiceanu (wikt) - Ripiteanu (wikt) - Ripoș (wikt) - Ripoșan (wikt) - Risciuc (wikt) - Risco (wikt) - Rișcou (wikt) - Rișcuța (wikt) - Risecaru (wikt) - Risegheanu (wikt) - Risipeanu (wikt) - Risipitu (wikt) - Rista (wikt) - Ristache (wikt) - Ristea (wikt) - Ristici (wikt) - Ristoiu (wikt) - Ristulescu (wikt) - Risturescu (wikt) - Rit (wikt) - Rita (wikt) - Ritea (wikt) - Riteș (wikt) - Riți (wikt) - Ritișan (wikt) - Rițiu (wikt) - Ritivoi (wikt) - Ritivoiu (wikt) - Rivan (wikt) - Riviș (wikt) - Riza (wikt) - Rizac (wikt) - Rizan (wikt) - Rizea (wikt) - Rizeanu (wikt) - Rizescu (wikt) - Rizica (wikt) - Rizică (wikt) - Rizoaica (wikt) - Rizoiu (wikt) - Rizoli (wikt) - Rizolu (wikt) - Rizon (wikt) - Rizu (wikt) - Rizuc (wikt) | Rî - Rîb (wikt) - Rîbu (wikt) - Rîcia (wikt) - Rîciu (wikt) - Rîclea (wikt) - Rîcu (wikt) - Rîhlea (wikt) - Rîjniță (wikt) - Rîjnoveanu (wikt) - Rîlea (wikt) - Rîmba (wikt) - Rîmbă (wikt) - Rîmbetea (wikt) - Rîmboi (wikt) - Rîmbu (wikt) - Rîmescu (wikt) - Rîmiș (wikt) - Rîmniceanu (wikt) - Rîmpu (wikt) - Rînbetea (wikt) - Rîncă (wikt) - Rîncău (wikt) - Rînceanu (wikt) - Rîncioaga (wikt) - Rînciog (wikt) - Rîncu (wikt) - Rînculeasa (wikt) - Rînculescu (wikt) - Rîndașu (wikt) - Rîndulescu (wikt) - Rîndunică (wikt) - Rînduroi (wikt) - Rînduroiu (wikt) - Rîngheț (wikt) - Rînghilescu (wikt) - Rînja (wikt) - Rînjea (wikt) - Rînțar (wikt) - Rînză (wikt) - Rînzar (wikt) - Rînzăscu (wikt) - Rînziș (wikt) - Rîpa (wikt) - Rîpă (wikt) - Rîpaci (wikt) - Rîpan (wikt) - Rîpanu (wikt) - Rîpaș (wikt) - Rîpea (wikt) - Rîpean (wikt) - Rîpeanu (wikt) - Rîșcă (wikt) - Rîșcanu (wikt) - Rîșcu (wikt) - Rîșcuță (wikt) - Rîsîpanu (wikt) - Rîșneanu (wikt) - Rîșnețu (wikt) - Rîsnicu (wikt) - Rîșniță (wikt) - Rîșnoveanu (wikt) - Rîstariu (wikt) - Rîștei (wikt) - Rîșteiu (wikt) - Rîsturescu (wikt) - Rîsu (wikt) - Rîtan (wikt) - Rîtea (wikt) - Rîurean (wikt) - Rîza (wikt) - Rîzea (wikt) - Rîznic (wikt) - Rîznicu (wikt) | Ro - Roadefer (wikt) - Roadevin (wikt) - Roambă (wikt) - Roandă (wikt) - Roangheș (wikt) - Roangheși (wikt) - Roată (wikt) - Roateș (wikt) - Roateși (wikt) - Roati (wikt) - Roatiș (wikt) - Rob (wikt) - Roba (wikt) - Robaciu (wikt) - Roban (wikt) - Robaniuc (wikt) - Robaș (wikt) - Robaschi (wikt) - Robatzchi (wikt) - Robciuc (wikt) - Robe (wikt) - Robea (wikt) - Robeanu (wikt) - Robeci (wikt) - Robescu (wikt) - Robete (wikt) - Robin (wikt) - Robitu (wikt) - Roboiu (wikt) - Robotă (wikt) - Roboteanu (wikt) - Robotin (wikt) - Robu (wikt) - Robuleț (wikt) - Roca (wikt) - Rocă (wikt) - Roceanu (wikt) - Rocheanu (wikt) - Rochian (wikt) - Rociu (wikt) - Roco (wikt) - Rocoz (wikt) - Rocșa (wikt) - Rocșin (wikt) - Rocșoreanu (wikt) - Rodbășan (wikt) - Rode (wikt) - Rodea (wikt) - Rodean (wikt) - Rodeanu (wikt) - Rodența (wikt) - Rodica (wikt) - Rodideal (wikt) - Rodilă (wikt) - Rodina (wikt) - Rodină (wikt) - Rodinciuc (wikt) - Roditiș (wikt) - Rodnea (wikt) - Rodoi (wikt) - Rodu (wikt) - Roescu (wikt) - Rof (wikt) - Rog (wikt) - Rogai (wikt) - Rogalciuc (wikt) - Rogea (wikt) - Roghian (wikt) - Rogin (wikt) - Roglinschi (wikt) - Rogna (wikt) - Rognean (wikt) - Rogneanu (wikt) - Rogobete (wikt) - Rogojan (wikt) - Rogojanu (wikt) - Rogojean (wikt) - Rogojeanu (wikt) - Rogojină (wikt) - Rogojînă (wikt) - Rogojinaru (wikt) - Rogojînaru (wikt) - Rogojinoiu (wikt) - Rogojinschi (wikt) - Rogoșcă (wikt) - Rogovan (wikt) - Rogovean (wikt) - Rogoveanu (wikt) - Rogovschi (wikt) - Rogoz (wikt) - Rogoza (wikt) - Rogozan (wikt) - Rogozanu (wikt) - Rogozea (wikt) - Rogozeanu (wikt) - Roha (wikt) - Rohac (wikt) - Rohan (wikt) - Rohat (wikt) - Rohatin (wikt) - Rohnean (wikt) - Rohozeanu (wikt) - Rohozneanu (wikt) - Roib (wikt) - Roiban (wikt) - Roibescu (wikt) - Roibu (wikt) - Roica (wikt) - Roidan (wikt) - Roidiș (wikt) - Roiescu (wikt) - Roiniță (wikt) - Roitman (wikt) - Roiu (wikt) - Roja (wikt) - Rojan (wikt) - Rojdaș (wikt) - Roje (wikt) - Rojea (wikt) - Rojișteanu (wikt) - Rojniță (wikt) - Rojoc (wikt) - Rojoiu (wikt) - Rolea (wikt) - Roma (wikt) - Roman (wikt) - Romana (wikt) - Românașu (wikt) - Românciac (wikt) - Româneac (wikt) - Româneag (wikt) - Romanescu (wikt) - Românescu (wikt) - Romaneț (wikt) - Romanică (wikt) - Romanița (wikt) - Romaniță (wikt) - Romaniuc (wikt) - Româniuc (wikt) - Romanof (wikt) - Romanschi (wikt) - Romanți (wikt) - Românu (wikt) - Romaș (wikt) - Romașcan (wikt) - Romașcanu (wikt) - Romașcu (wikt) - Rombescu (wikt) - Rombu (wikt) - Romcea (wikt) - Romcescu (wikt) - Romeci (wikt) - Romedea (wikt) - Romega (wikt) - Romeghe (wikt) - Romeghea (wikt) - Romeghia (wikt) - Romeo (wikt) - Romete (wikt) - Romila (wikt) - Romilă (wikt) - Romînu (wikt) - Romișan (wikt) - Romițan (wikt) - Romiuc (wikt) - Romniceanu (wikt) - Romoce (wikt) - Romocea (wikt) - Romocean (wikt) - Romocșa (wikt) - Romonașu (wikt) - Romonțan (wikt) - Romonți (wikt) - Romonuț (wikt) - Romoșan (wikt) - Romoșcan (wikt) - Romoștean (wikt) - Rompu (wikt) - Romulus (wikt) - Romușan (wikt) - Ronai (wikt) - Roncea (wikt) - Ronceanu (wikt) - Roncu (wikt) - Rondez (wikt) - Ronea (wikt) - Ronianescu (wikt) - Rontea (wikt) - Rontia (wikt) - Ronțu (wikt) - Ropan (wikt) - Ropcea (wikt) - Ropcean (wikt) - Ropciuc (wikt) - Ropot (wikt) - Ropotă (wikt) - Ropotan (wikt) - Ropoțică (wikt) - Ropotin (wikt) - Rora (wikt) - Rorchiam (wikt) - Roș (wikt) - Roșa (wikt) - Roșă (wikt) - Roșac (wikt) - Rosaca (wikt) - Roșan (wikt) - Roșanu (wikt) - Roșca (wikt) - Roșcă (wikt) - Roșcan (wikt) - Roșcăneanu (wikt) - Roșcanu (wikt) - Roșcău (wikt) - Roșchiță (wikt) - Roșcoiu (wikt) - Roscol (wikt) - Roscolescu (wikt) - Roșcovan (wikt) - Roșcovanu (wikt) - Roșculescu (wikt) - Roșculeț (wikt) - Roșculete (wikt) - Roșea (wikt) - Roșeanu (wikt) - Roșescu (wikt) - Roseti (wikt) - Roșeulet (wikt) - Roși (wikt) - Roșia (wikt) - Roșian (wikt) - Roșianu (wikt) - Roșieanu (wikt) - Roșiian (wikt) - Roșiianu (wikt) - Rosin (wikt) - Roșioară (wikt) - Roșior (wikt) - Roșioreanu (wikt) - Roșioru (wikt) - Roșițoiu (wikt) - Roșiu (wikt) - Roșiuță (wikt) - Rosmănică (wikt) - Roșneanu (wikt) - Roșnoveanu (wikt) - Roșoagă (wikt) - Roșoga (wikt) - Roșogă (wikt) - Roșogu (wikt) - Roșoi (wikt) - Roșoiu (wikt) - Rostagolea (wikt) - Rostaș (wikt) - Roștaș (wikt) - Rostofolu (wikt) - Rostogol (wikt) - Roșu (wikt) - Roșulescu (wikt) - Rosuș (wikt) - Rota (wikt) - Rotar (wikt) - Rotara (wikt) - Rotărașu (wikt) - Rotarciuc (wikt) - Rotăreanu (wikt) - Rotărescu (wikt) - Rotari (wikt) - Rotărița (wikt) - Rotariu (wikt) - Rotaru (wikt) - Rotboșan (wikt) - Roțcov (wikt) - Rotea (wikt) - Roțescu (wikt) - Rotilă (wikt) - Rotiș (wikt) - Rotman (wikt) - Rotompan (wikt) - Rotună (wikt) - Rotund (wikt) - Rotunda (wikt) - Rotundu (wikt) - Rotunjanu (wikt) - Rotunjeanu (wikt) - Rouă (wikt) - Rouă-mare (wikt) - Roucaș (wikt) - Rovenschi (wikt) - Rovența (wikt) - Rovinar (wikt) - Rovinaru (wikt) - Roxana (wikt) - Roxin (wikt) - Roz (wikt) - Roza (wikt) - Rozan (wikt) - Rozeanu (wikt) - Rozescu (wikt) - Rozlovan (wikt) - Rozmarin (wikt) - Roznovan (wikt) - Roznovanu (wikt) - Roznovăț (wikt) - Roznoveanu (wikt) - Rozopol (wikt) - Rozorea (wikt) | Ru - Ruba (wikt) - Rubaneț (wikt) - Rubanschi (wikt) - Rubei (wikt) - Rubică (wikt) - Rubină (wikt) - Rubinț (wikt) - Rucan (wikt) - Rucăraș (wikt) - Rucărean (wikt) - Rucăreanu (wikt) - Rucărescu (wikt) - Rucea (wikt) - Rucsanda (wikt) - Rucsăndescu (wikt) - Rudac (wikt) - Rudacevschi (wikt) - Rudăreanu (wikt) - Rudariu (wikt) - Rudaru (wikt) - Rudean (wikt) - Rudeanu (wikt) - Rudei (wikt) - Rudencu (wikt) - Rudișteanu (wikt) - Rudnic (wikt) - Rudnițchi (wikt) - Rudoi (wikt) - Rudu (wikt) - Rufă (wikt) - Rufanu (wikt) - Rufu (wikt) - Rufulete (wikt) - Rug (wikt) - Rugaci (wikt) - Ruge (wikt) - Rugea (wikt) - Rugeană (wikt) - Rugeanu (wikt) - Rugel (wikt) - Ruget (wikt) - Rughiniș (wikt) - Rugiero (wikt) - Rugină (wikt) - Ruginescu (wikt) - Rugiubei (wikt) - Rugu (wikt) - Ruguleț (wikt) - Ruha (wikt) - Ruica (wikt) - Ruică (wikt) - Ruican (wikt) - Ruicu (wikt) - Ruinea (wikt) - Ruiu (wikt) - Ruja (wikt) - Rujan (wikt) - Ruje (wikt) - Rujea (wikt) - Rujean (wikt) - Rujici (wikt) - Rujiță (wikt) - Rujoi (wikt) - Rujoiu (wikt) - Rujoni (wikt) - Rujou (wikt) - Rujuc (wikt) - Rumbeț (wikt) - Rumcan (wikt) - Rumega (wikt) - Rumeghea (wikt) - Rumenoiu (wikt) - Runcan (wikt) - Runcanu (wikt) - Runcean (wikt) - Runceanu (wikt) - Runcianu (wikt) - Runcu (wikt) - Rupa (wikt) - Rupană (wikt) - Rupanu (wikt) - Rupedeal (wikt) - Rupeleasa (wikt) - Rupii (wikt) - Ruptaș (wikt) - Ruptueanu (wikt) - Ruptureanu (wikt) - Rurac (wikt) - Rus (wikt) - Rusa (wikt) - Rusan (wikt) - Rușan (wikt) - Rusanda (wikt) - Rusandu (wikt) - Rusănescu (wikt) - Rusanovschi (wikt) - Rusanu (wikt) - Rușanu (wikt) - Ruscă (wikt) - Rușca (wikt) - Rușcă (wikt) - Ruscan (wikt) - Ruscanu (wikt) - Ruscăreanu (wikt) - Ruscior (wikt) - Ruscu (wikt) - Rușcuț (wikt) - Rușdea (wikt) - Ruse (wikt) - Rusea (wikt) - Rusei (wikt) - Rusen (wikt) - Rușenescu (wikt) - Rușescu (wikt) - Ruseșeu (wikt) - Rușeț (wikt) - Rușețelu (wikt) - Rușeu (wikt) - Rușianu (wikt) - Rusici (wikt) - Rușid (wikt) - Rusim (wikt) - Rușin (wikt) - Rușină (wikt) - Rușinaru (wikt) - Rușinoiu (wikt) - Rusitaru (wikt) - Rușitoru (wikt) - Rușiu (wikt) - Rusmir (wikt) - Rusnac (wikt) - Rusnacu (wikt) - Rusneac (wikt) - Rusoaia (wikt) - Rusoaie (wikt) - Rusoiu (wikt) - Russo (wikt) - Russu (wikt) - Ruste (wikt) - Rustem (wikt) - Ruști (wikt) - Ruștioru (wikt) - Ruștiuc (wikt) - Rustoiu (wikt) - Rusu (wikt) - Rusuleanu (wikt) - Rusulencu (wikt) - Rusulescu (wikt) - Rusuleț (wikt) - Rușună (wikt) - Ruța (wikt) - Ruță (wikt) - Rutaha (wikt) - Ruțui (wikt) - Ruva (wikt) - Ruvilă (wikt) - Ruxanda (wikt) - Ruxandariu (wikt) - Ruxandra (wikt) - Ruz (wikt) - Ruzișca (wikt) - Ruzoi (wikt) - Ruzoiu (wikt) - Rachina (wikt) |